# روفس توماس
روفس توماس (بالإنجليزية: Rufus Thomas)‏ (و. 1917 – 2001 م) هو مغني، وممثل من الولايات المتحدة الأمريكية. ولد في كيسي. 
توفي في ممفيس، تينيسي، عن عمر يناهز 84 عاماً. بسبب فشل القلب.

## وصلات خارجية
- روفس توماس على موقع IMDb (الإنجليزية)
- روفس توماس على موقع الموسوعة البريطانية (الإنجليزية)
- روفس توماس على موقع ألو سيني (الفرنسية)
- روفس توماس على موقع ميوزك برينز (الإنجليزية)
- روفس توماس على موقع أول موفي (الإنجليزية)
- روفس توماس على موقع قاعدة بيانات الأفلام السويدية (السويدية)
- روفس توماس على موقع أول ميوزيك (الإنجليزية)
- روفس توماس على موقع ديسكوغز (الإنجليزية)
- روفس توماس على موقع قاعدة بيانات الفيلم (الإنجليزية)
- روفس توماس على موقع كينوبويسك (الروسية)